# Amelsbüren
Amelsbüren ist der südlichste Stadtteil von Münster in Westfalen und noch stark landwirtschaftlich geprägt. Er hat 6.841 Einwohner (Stand 31. Dezember 2023) und liegt im Stadtbezirk Hiltrup.
Amelsbüren ist flächenmäßig der größte Stadtteil von Münster, da unter anderem auch die Bauerschaften Sudhoff, Loevelingloh und Wilbrenning zum Ort zählen. Damit gehören auch umfangreiche Waldgebiete wie die Davert und die Hohe Ward zu Amelsbüren.

## Geschichte

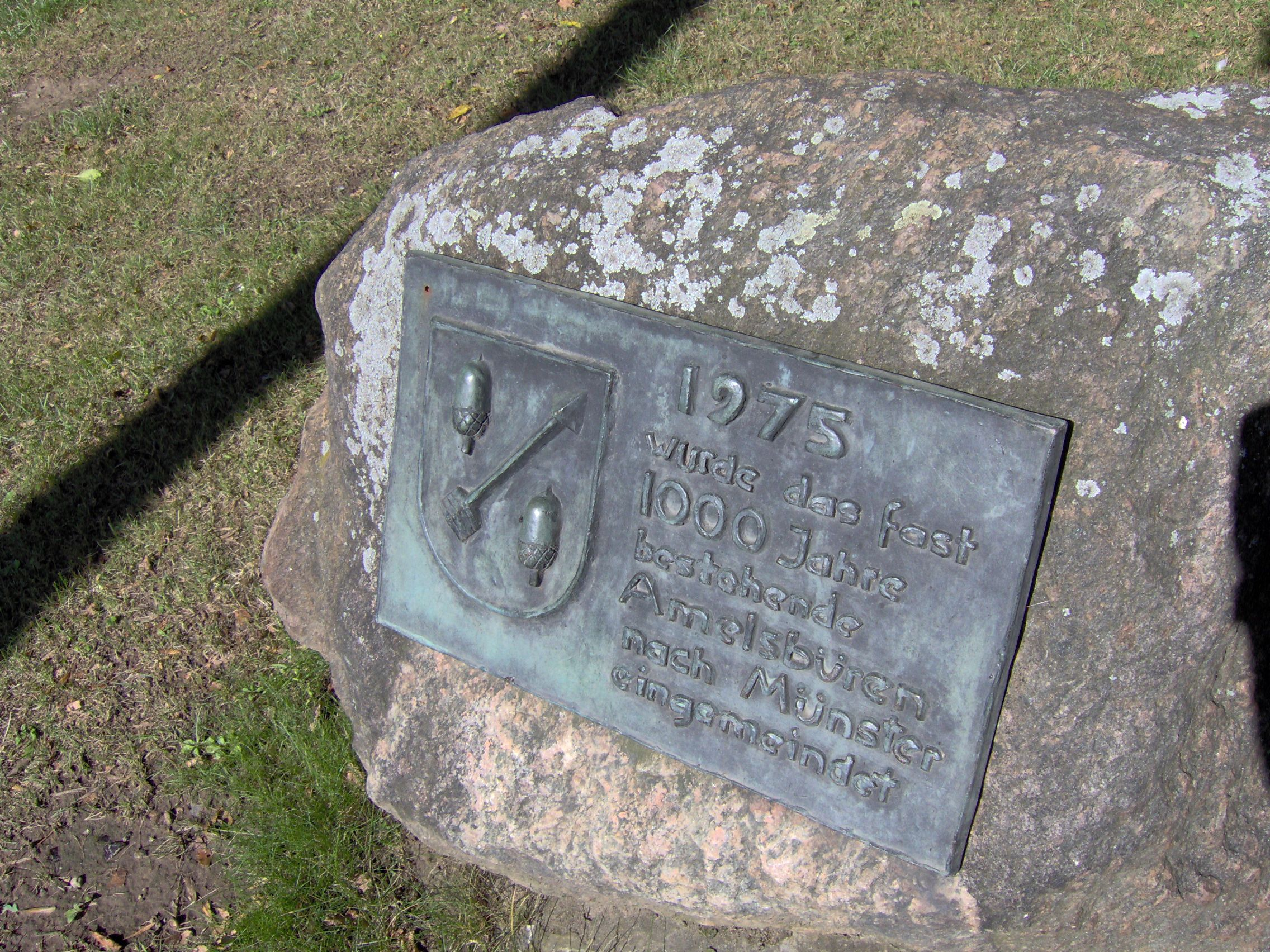
Erinnerungstafel zur Eingemeindung von Amelsbüren in die Stadt Münster

Urkundlich erstmals erwähnt im Jahre 1137 als Amuluncburen. Der Name leitet sich ab von bur (= Wohnstätte) und einem Personennamen. Die heute gültige Deutung lautet somit „Bei den Häusern der Leute des Amal(i) oder Amalo“.
Nach 1559 wurde der Ort mehrmals von Niederländern und Spaniern geplündert, 1587 kam es in Amelsbüren zu einer Schlacht zwischen einfallenden Spaniern und Bauern aus dem Münsterland. Nach dem Sieg zerstreuten sich die Bauern wieder, die Spanier brandschatzten Amelsbüren daraufhin.
Auch unter dem Dreißigjährigen Krieg dürfte Amelsbüren gelitten haben, da es direkt an einem alten Heerweg lag.
Nach zwei verheerenden Bränden 1716 und 1816 wurde das Dorf 1825 komplett neu errichtet, im Wesentlichen in seiner heutigen Form. Im Zweiten Weltkrieg wurde Amelsbüren von Kampfhandlungen verschont, allerdings stürzte ein B-17 Bomber „Forever Yours“ auf den Ort, der bei den Luftangriffen auf Münster im Oktober 1943 beteiligt war. Diese durch Flakfeuer abgeschossene B-17 gehörte zur 100th Bomb Group Foundation der Eighth Air Force.
Bis 1974 gehörte das Dorf zum Amt Sankt Mauritz, wurde aber nach der Auflösung des Landkreises Münster im Rahmen der Gebietsreform in Nordrhein-Westfalen am 1. Januar 1975 eingemeindet und gehört seitdem zum Stadtbezirk Hiltrup.

## Statistik
Strukturdaten der Bevölkerung in Amelsbüren am 31. Dezember 2020:
- Bevölkerungsanteil der unter 20-Jährigen: 23,6 % (Münsteraner Durchschnitt: 17,4 %)[6]
- Bevölkerungsanteil der mindestens 60-Jährigen: 24,5 % (Münsteraner Durchschnitt 23,5 %)[7]
- Ausländeranteil: 8,3 % (Münsteraner Durchschnitt: 10,9 %)[8]

## Politik
Bei der Kommunalwahl 2020 erzielte die CDU mit 47,8 Prozent ihr bestes Ergebnis in Münster im Amelsbüren.
| | Wappen |
| | Blasonierung: „In Grün ein linksschräger silberner Pfeil, begleitet oben und unten von je einer aufrecht stehenden silbernen Eichel.“ |
| Das vom Innenminister des Landes Nordrhein-Westfalen am 28. Oktober 1965 verliehene Wappen zeigt das Attribut des heiligen Sebastian, Schutzpatron des Ortes sowie die Eicheln, welche sich auf die Davert, einem großen Waldgebiet der Gemeinde, beziehen. | |

## Wirtschaft und Verkehr

Haus Amelsbüren, alter Graeftenhof bei Amelsbüren

Hof Reifig, alter, mittlerweile abgerissener Bauernhof bei Amelsbüren

Durch das Gebiet Amelsbürens führt die Bundesautobahn 1, auch als Hansalinie bezeichnet. Im Zuge der Entwicklung bzw. Vermarktung des angrenzenden Industrie- und Gewerbegebiets „Hansa-BusinessPark“ und des sechsspurigen Autobahn-Ausbaus entstand hier Münsters dritte Anschlussstelle an die Nord-Süd-Verbindung A1.
Die Entwicklung der Ackerflächen am Stadtrand von Münster bei Amelsbüren zu einem Industrie- und Gewerbegebiet resultierte aus Planungen der Stadt Münster aus dem Jahr 1993, zwecks weiterer Ansiedlung von Industriefirmen eine Bevorratung von ausgewiesenen Gewerbe- und Industrieflächen anzulegen, obwohl im Industriegebiet Münster-Nord (Heroldstraße) Anfang der 1990er-Jahre noch 50 Prozent der Industrieflächen ungenutzt brach lagen, und auch im Jahre 2016 noch nicht vollständig ausgenutzt sind.
Zunächst war im Entwurf des Flächennutzungsplanes Münster 2010 die Ausweisung von 350 Hektar Industrieflächen für 5000 Arbeitsplätze geplant, die im Rahmen einer Städtebaulichen Entwicklungsmaßnahme von den örtlichen Bauern erworben werden sollten. Da dieses einen Ankauf zum Ackerlandpreis bedeutet hätte, gründete sich kurz nach Bekanntwerden der Pläne eine Bürgerinitiative gegen das Industriegebiet, deren Protestaktionen die Stadt Münster schließlich bewog, die Flächen im Entwurf des Flächennutzungsplanes auf circa 150 Hektar zu reduzieren. In der Kommunalwahl 1994 verlor die bisher vorherrschende CDU in den betroffenen Wahlbezirken Amelsbüren und Loevelingloh circa ein Drittel ihrer Wähler. Im Stadtrat hatte die SPD zusammen mit den Grünen erstmals nach 1945 eine Mehrheit der Ratssitze. Im Planungsverfahren zum Flächennutzungsplan 2010, das bis 1998 andauerte, wurde die Größe des Industriegebietes im ab 1999 rechtsgültigen Flächennutzungsplan auf circa 85 Hektar reduziert. Die Ratspolitiker von SPD und Grünen sicherten den örtlichen Bauern den Wegfall der Städtebaulichen Entwicklungsmaßnahme (und damit höhere Entschädigungen) zu. Ab dem Jahr 2000 wurde mit der Erstellung des Bebauungsplans begonnen, gegen den die Bürgerinitiative mithilfe von Betroffenen klagte. Die Stadt Münster revidierte daraufhin ihren Bebauungsplan und nahm die Flächen der Klagenden aus dem Plangebiet heraus, so dass deren Klageberechtigung wegfiel. Auch eine Beschwerde der Bürgerinitiative vor dem Bundesverwaltungsgericht blieb erfolglos. Die Bürgerinitiative gegen das Industriegebiet löste sich im Februar 2016 auf.
Bis 2005 wurden mit einem Aufwand von 8,68 Millionen Euro (ohne Planungskosten) insgesamt 83,6 Hektar bisherige Acker- und Hoffläche für das Industriegebiet käuflich erworben. Einer der erworbenen Höfe – der Hof Reifig, erstmals im 16. Jahrhundert urkundlich erwähnt – wurde im Jahre 2004 abgerissen, am 1. August 2006 dann der Hof Wortmann. 2009 startete die Wirtschaftsförderung Münster GmbH (WFM) mit der Vermarktung des „Hansa-BusinessParks“, der eine Nettonutzfläche von 54 Hektar hat. Anfang 2010 erwarb die Verwaltungsgesellschaft Hermann Stroetmann GmbH & Co. KG das erste Grundstück für ein Saatgut-Zentrum der L. Stroetmann GmbH & Co. KG. Bis zum Jahre 2016 ist eine Bäckerei mit Backstube und ein Autoverkauf mit Werkstatt dazugekommen. Die Backstube steht inzwischen leer.
Seit 2023 baut das Land NRW hier für die Fraunhofer-Gesellschaft eine Batteriefabrik für die Forschungsfertigung. Ein erster Teilabschnitt ist im Mai 2024 fertiggestellt worden.
Amelsbüren hat einen Bahnhof an der Strecke Dortmund–Münster, der stündlich von einer Nahverkehrslinie (RB50 Der Lüner) zwischen Münster, Werne, Lünen und Dortmund bedient wird.
| Linie | Verlauf | Takt   |
| ----- | --- | ------ |
| RB 50 | Der Lüner: Dortmund Hbf – Dortmund-Kirchderne – Dortmund-Derne – Lünen-Preußen – Lünen Hbf – Werne a.d. Lippe – Capelle (Westf) – Ascheberg (Westf) – Davensberg – Münster-Amelsbüren – Münster (Westf) Hbf Stand: Fahrplanwechsel Dezember 2023 | 60 min |

Der Dortmund-Ems-Kanal führt durch Amelsbüren, bei Kilometer 57,5 gibt es eine Marina. Am gegenüberliegenden Ufer betreibt die WFM als Eigentümerin des „Hansa-BusinessPark“ eine Schwergutumschlagstelle, an der zwei Schwergutschiffe hintereinander anlegen können. Die Umschlagstelle wurde erstmals im Juli 2012 im Zusammenhang mit dem Bau der A1-Anschlussstelle genutzt.
Die Planung zur Erweiterung des psychiatrischen Alexianer-Krankenhauses um eine Abteilung für Forensik in der Bauerschaft im Westen von Amelsbüren hat kontroverse Diskussionen in der Dorfbevölkerung hervorgerufen.
Neben Läden für den täglichen Bedarf hat das umstrittene Tierversuchslabor Covance Inc. seinen Deutschlandsitz in Amelsbüren und betreibt dort eines der größten Labore in Europa (im Norden des Gemeindegebietes an der A43).
Die Volksbank Amelsbüren bestand bis 2019.

## Gebäude
Sehenswert ist die denkmalgeschützte katholische Pfarrkirche St. Sebastian.

## Sport
Der größte Sportverein in Amelsbüren ist die DJK Grün-Weiß Amelsbüren mit über 1700 Mitgliedern. Die Sportanlage Zum Häpper verfügt neben einem Rasen- und Ascheplatz, sowie einem 2015 eröffneten Kunstrasenplatz hinter dem Pastorenbusch für Fußball, auch über eine Gymnastikhalle, ein Beachvolleyballfeld, eine Bouleanlage und über einen Fitnessraum mit variabler Schießanlage. An der Tennisanlage Hördemannstraße stehen den Mitgliedern acht Tennisplätze zur Verfügung. Außerdem bietet GWA Judo, Tischtennis und Schwimmen an.
Der Reit- und Fahrverein Amelsbüren ist einer der ältesten Reitvereine Deutschlands (gegründet 1876) und hat zirka 400 Mitglieder. Der Verein unterhält seit 1974 eine Anlage auf dem Gelände Böckenhorst mit zwei Außenplätzen sowie einer Reithalle.

## Persönlichkeiten

### Söhne und Töchter
- Carl Herold, (1848–1931), Landwirt und Politiker (Zentrum)
- August Brüning (1877–1965), Chemiker und Forensiker
- Josef Brüning-Sudhoff (1866–1951), Landwirt und Politiker (Zentrum), Ehrenbürger von Amelsbüren
- Atto Suttarp (* 1964), Schauspieler
- August Waterbeck (1875–1947), Bildhauer

### Persönlichkeiten die vor Ort wirken, wirkten oder starben
- Vinzenz Pfnür (1937–2012), Hochschullehrer